# Hàng hóa
Về hàng hóa hữu hình, xem vật phẩm
Hàng hóa là sản phẩm của lao động, có giá trị có thể thỏa mãn nhu cầu nào đó của con người thông qua trao đổi hay buôn bán và được lưu thông trên thị trường, có sẵn trên thị trường.

## Hàng hóa vàKinh tế chính trị
Trong kinh tế chính trị Marx-Lenin, hàng hóa cũng được định nghĩa là sản phẩm của lao động thông qua trao đổi, mua bán. Hàng hóa có thể là hữu hình như sắt thép, quyển sách hay ở dạng vô hình như sức lao động. Karl Marx định nghĩa hàng hóa trước hết là đồ vật mang hình dạng có khả năng thỏa mãn nhu cầu con người nhờ vào các tính chất của nó. Để đồ vật trở thành hàng hóa cần phải có:
- Tính ích dụng (tiện ích, tiện dụng) đối với người dùng
- Giá trị (kinh tế), nghĩa là được chi phí bởi lao động hay hao phí lao động để tạo ra một sản phẩm
- Sự hạn chế để đạt được nó, nghĩa là độ khan hiếm

David Ricardo cho rằng hàng hóa có hai thuộc tính cơ bản là: giá trị sử dụng và giá trị.
- Giá trị sử dụng của hàng hóa là ích dụng của hàng hóa thỏa mãn nhu cầu nào đó của con người. Ví dụ, công dụng của một cái kéo là để cắt nên giá trị sử dụng của nó là để cắt; công dụng của bút để viết nên giá trị sử dụng của nó là để viết. Một hàng hóa có thể có một công dụng hay nhiều công dụng nhưng nó chỉ có thể có một giá trị sử dụng duy nhất.
- Giá trị của hàng hóa là lao động xã hội của người sản xuất hàng hóa kết tinh trong hàng hóa. Cả quần áo và thóc lúa đều là sản phẩm của quá trình sản xuất thông qua lao động, là sản phẩm của lao động, có lao động kết tinh vào trong đó. Có sự chi phí về thời gian, sức lực và trí tuệ của con người khi sản xuất chúng.

Khi đưa ra ngoài thị trường để trao đổi, mua bán thì giá trị của hàng hóa thể hiện qua giá trị trao đổi hay giá cả của hàng hóa. Ví dụ một cái tủ có thể trao đổi được với hai lượng bạc, trong khi một cái bàn có thể trao đổi được một lượng bạc. Như vậy giá trị của cái tủ lớn hơn giá trị của cái bàn.

## Khái niệm hiện tại về hàng hóa
Sự thay đổi và phát triển nhận thức đối với đời sống kinh tế dẫn đến cách hiểu hàng hóa không như các nhà kinh tế cổ điển xác định. Phạm trù hàng hóa mất đi ranh giới của sự hiển hiện vật lý của vật thể và tiến sát đến gần phạm trù giá trị. Tiền, cổ phiếu, quyền sở hữu nói chung, quyền sở hữu trí tuệ nói riêng, sức lao động... được xem là hàng hóa trong khi chúng không nhất thiết có những tính chất như đã liệt kê trên.
Theo luật giao thông đường bộ: Hàng hóa là máy móc, thiết bị, nguyên vật liệu, nhiên liệu, hàng tiêu dùng, động vật sống và các động sản khác được vận chuyển bằng phương tiện giao thông đường bộ. Theo luật thương mại thì hàng hóa bao gồm: Tất cả các loại động sản, kể cả động sản hình thành trong tương lai, những vật gắn liền với đất đai.